# Querneigungswinkel

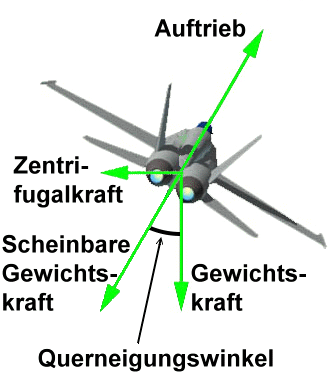
Querneigungswinkel im Kurvenflug

Der Querneigungswinkel, auch Rollwinkel ist der Neigungswinkel eines Flugzeugs beim Kurvenflug. Dabei wirkt auf ein Flugzeug die scheinbare Gewichtskraft als Summe aus Gewichtskraft und die Zentrifugalkraft. Bei entsprechend gewähltem Querneigungswinkel ist der Auftrieb ihr genau entgegen gerichtet. Das Flugzeug kann so seine Richtung ändern, ohne seine Höhe zu ändern.
In der Fachsprache wird der Querneigungswinkel mit "BA" als Abkürzung für die englische Bezeichnung "bank angle" genannt.